# Gustavo Naveira

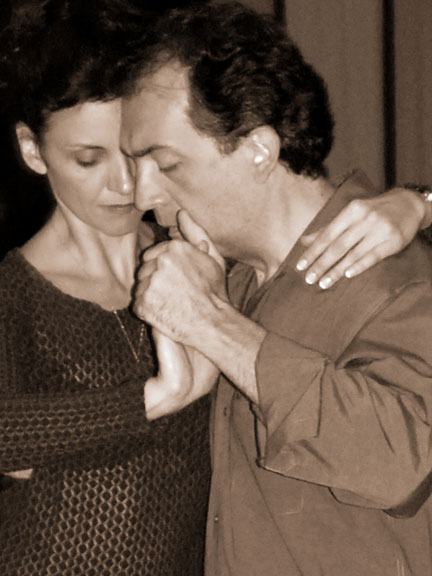
Gustavo Naveira tańczy z partnerką Giselle Anne w czasie lekcji tanga w Boulder, Kolorado

Gustavo Neveira (ur. 1960) – tancerz, choreograf, i nauczyciel tanga argentyńskiego
Współtwórca, wraz z Fabianem Salasem, a potem Mariano Frumboli tango nuevo w latach 1980. Pionier nauczania tanga argentyńskiego. Nazwał m.in. pojęcie systemu równoległego i skrzyżowanego (ang. parallel and cross-system) oraz systemu zmian kierunku w obrotach. Występował w filmie Lekcja tanga Sally Potter w 1997.